# Hôtel Lalique
El Hôtel Lalique es una mansión privada ubicada en el en 40, cours Albert- er 8 de París, Francia.

## Historia
Fue construido en 1903 por los arquitectos Albert y Louis Feine, por encargo del vidriero René Lalique y según los diseños de este último. La puerta de cristal es del propio Lalique.
La fachada y el techo de la calle, de estilo neogótico, fueron catalogados como monumentos históricos en 1964.